# Rock N' Roll Is Free
Rock N' Roll Is Free è il primo singolo estratto dall'album Give Till It's Gone del cantante e chitarrista statunitense Ben Harper, reso disponibile in download gratuito il 22 marzo 2011 attraverso il sito web di Amazon. Il secondo singolo estratto dall'album Give Till It's Gone è Don't Give Up on Me Now.

## Il brano
Il brano è stato scritto sia per quanto riguarda il testo che la musica da Ben Harper. Lo stesso Harper ha dichiarato che il brano è ispirato all'esibizione di Neil Young nel brano Rockin' in the Free World, alla quale il cantautore ha assistito dopo aver aperto un suo concerto a Londra nel 2010.
Nel video ufficiale viene mostrato il testo della canzone in lingua inglese, accompagnato da una serie di immagini che esplicitano il significato della musica.